# ناحیه لرجام
ناحیه لرجام (به عربی: دائرة لرجام) یک ناحیه در الجزایر است که در استان تسمسیلت واقع شده‌است. ناحیه لرجام ۳۸٬۸۹۰ نفر جمعیت دارد.